# 아르드리

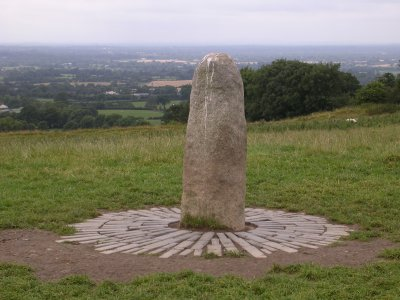
타라 언덕의 선돌.

아르드리 너 에린(아일랜드어: Ard Rí na hÉireann)이란 곧 에린의 지고왕(High King of Éirinn)이라는 뜻으로, 에린 = 아일랜드섬 전체를 다스린 역사적·전설적 존재들이다.
중세 및 근세 아일랜드어 문헌들을 살펴보면 아르드리에 대한 거의 온전한 묘사를 찾을 수 있다. 아르드리는 타라 언덕에 소재하면서 각 지방의 하급왕들을 계급적으로 다스렸고, 그 역사는 수천 년 전까지 거슬러 올라간다고 한다. 현대 역사학자들은 이것이 8세기경에 의도적으로 만들어진 전통이라고 생각하고 있다.
아일랜드 왕위 개념은 7세기에 처음 나타나지만, 정치적 실체로서 기능했던 것은 바이킹 시대에 잠깐 뿐이었고 그나마도 일관적으로 유지된 것도 아니었다. 아르드리의 권력의 정도는 시대에 따라 달라졌으나, 고대 아일랜드가 단일 국가로 존재했던 적은 한 번도 없다. 아르드리는 독립 할거하고 있는 각 국가들에게서 공물을 걷어가는 종주권 정도만을 행사했던 것으로 생각된다.:pp. 40-47

## 같이 보기
- 리어 폴
- 아르드리 목록
- 《에린 침략의 서》
- 아일랜드의 군주
- 스코틀랜드의 군주